# Roderich (Vorname)
Roderich ist ein männlicher Vorname.

## Herkunft und Bedeutung
Der Name Roderich ist gotischen Ursprungs (von gotisch hroþeigs ‚siegreich‘), und hat sich ausgehend vom Westgotenreich in Hispanien sowohl im germanischen wie im romanischen Sprachraum verbreitet. Der Name ist zweigliedrig und setzt sich aus den auch im Althochdeutschen bezeugten Elementen hröd (‚Ruhm, Ehre, Fama‘; vgl. altnordisch hróðr, angelsächsisch hréð) und rīhhi (‚reich, mächtig, ansehnlich‘; vgl. altnordisch ríki, gotisch reikeis) zusammen, bedeutet also svw. „ruhmreich“ oder „reich an Sieg/Ruhm/Ehre“. Über das altnordische HrøríkR/Hrörekr gelangte der Name in der Form R(j)urik auch ins Slawische.

## Verbreitung
Im deutschen Sprachraum wird der Name Roderich heute nur noch selten vergeben. In Österreich erhielten laut amtlicher Statistik zwischen 1984 und 2022 nur vier Jungen den Namen ‚Roderich‘.

## Varianten
Eine zusammengezogene Schreibweise des Namens lautet Rodrich.
Die weibliche Form des Vornamens lautet im Deutschen Roderika, latinisiert auch Roderica. Auch die männliche niederdeutsche Namensform Roderik ist im deutschen Sprachraum geläufig.
Andere Sprachformen:
- niederländisch Roderik
- schwedisch Roderik, Roderick, Rodrik
- englisch Roderick, Rodrick, Roderic, Kurzform Rod
- westfriesisch Rorik
- russisch Rjurik, kyrillisch Рюрик
- lateinisch Rodericus, Roderico, Rudericus, Ruderic
- katalanisch Roderic
- italienisch Roderico, Rodrico
- französisch Rodrigue, Rodéric
- portugiesisch Rodrigo, Kurzform Rui oder Ruy
- galicisch Roi, auch Rui, Langform Rodrigo
- spanisch Rodrigo, Kurzform Ruy

## Namenstag und Namensgeber
Als Namenstag wird der 13. März gefeiert, der Gedenktag des heiligen Roderich (Rudericus, Rodrigo), eines Priesters, der 857 in Corduba in Andalusien starb und zu den cordobesischen Märtyrern (9. Jahrhundert) gehört.
Bekannter als dieser Heilige ist allerdings der Westgotenkönig Roderich, der legendäre „letzte Gotenkönig“ Rodrigo zur Zeit der islamischen Eroberung Hispaniens im 8. Jahrhundert.
Ebenfalls sehr bekannt und auch als Namensgeber verbreitet ist der spanische Nationalheld Rodrigo Díaz, genannt El Cid (11. Jahrhundert).
Die in der Nestorchronik beschriebene Gestalt des Warägers Rjurik (auch Rurik) ist als Gründer der Kiewer Rus bzw. der sie beherrschenden Dynastie der Rurikiden bekannt (9./10. Jahrhundert).

## Namensträger

### Roderich
- Roderich, König der Westgoten (710–711)
- Roderich Benedix (1811–1873), deutscher Lustspieldichter, Schauspieler, Theaterdirektor
- Roderich Dietze (1909–1960), deutscher Sportreporter
- Roderich Egeler (* 1950), deutscher Volkswirt, ehemaliger Präsident des Statistischen Bundesamtes
- Roderich von Erckert (1821–1900), deutscher Ethnograph und Offizier in russischen Diensten
- Roderich Feldes (1946–1996), deutscher Schriftsteller
- Roderich Fick (1886–1955), deutscher Architekt
- Roderich Hustaedt (1878–1958), deutscher Politiker (NLP, DDP), Staatsminister von Mecklenburg-Strelitz
- Roderich Kiesewetter (* 1963), deutscher Oberst a. D. und Politiker (CDU), MdB
- Roderich Kreile (* 1956), deutscher Chorleiter, Kantor des Dresdner Kreuzchor
- Roderich Albert Kunkler (1846–1900), Schweizer Politiker (FDP)
- Roderich Menzel (1907–1987), tschechischer und deutscher Tennisspieler
- Roderich Mojsisovics von Mojsvár (1877–1953), österreichischer Dirigent, Komponist, Musik- und Bühnenschriftsteller
- Roderich Müller-Guttenbrunn (1892–1956), österreichischer Schriftsteller
- Roderich Plate (1907–1993), deutscher Agrarökonom und Berater der Bundesregierung
- Roderich Regler (* 1939), österreichischer Politiker (ÖVP), Abgeordneter zum Nationalrat
- Diether Roderich Reinsch (* 1940), deutscher Byzantinist und Neogräzist
- Roderich Schmidt (1925–2011), deutscher Historiker
- Roderich von Stotzingen (1822–1893), badischer Gutsbesitzer und Politiker
- Roderich Straub (1847–1925), badischer Beamter
- Roderich Graf von Thun und Hohenstein (1908–1983), deutscher Jurist

### Roderick
- Roderick Abbott (* 1938), britischer Diplomat
- Roderick Beaton (* 1951), britischer Neogräzist
- Roderick Chisholm (1916–1999), amerikanischer Philosoph
- Roderick Cook (1932–1990), britisch-amerikanischer Schauspieler, Autor und Theaterregisseur
- Roderick MacKinnon (* 1956), amerikanischer Biochemiker
- Roderick Murchison (1792–1871), schottischer Geologe
- Roderick Paige (* 1933), amerikanischer Politiker
- Roderick T. Ryan (1924–2007), US-amerikanischer Kameramann und Techniker
- Roderick „Rod“ Stewart (* 1945), britischer Rock- und Pop-Sänger

### Kurzform „Rod“
- Rod Blagojevich (* 1956), US-amerikanischer Politiker
- Rod Brind’Amour (* 1970), kanadischer Eishockeyspieler
- Rod González (* 1968), chilenisch-deutscher Rockmusiker
- Rod Hebron (1942–2023), kanadischer Skirennläufer
- Rod Laver (* 1938), australischer Tennisspieler
- Rod Steiger (1925–2002), US-amerikanischer Schauspieler
- Rod Stewart (* 1945), britischer Rocksänger
- Rod Taylor (1930–2015), australischer Schauspieler
- Rod White (* 1977), US-amerikanischer Bogenschütze und Olympiasieger